# Santa Cruz de Mompox
Santa Cruz de Mompós o Mompox es un distrito de Colombia, en el departamento de Bolívar. En mérito del estado de conservación de su centro histórico fue declarada Monumento Nacional en 1959 y Patrimonio de la Humanidad por las Unesco en 1995. Su cabecera municipal está a 248 km de Cartagena de Indias. Hace parte de la Red de pueblos patrimonio de Colombia. 
Fue declarado por ley de la república 1875 de 2017 como Distrito especial, turístico, histórico y cultural.

## Toponimia
El nombre de Mompox proviene del gran Cacique Mompoj (pronunciado [mompoʒ], identificación en lengua Malibú), cuya tribu habitaba el área donde hoy existe la cabecera municipal y provenía de la civilización de indígenas Malibúes.
En la época independentista, prácticamente desaparece «Santa Cruz de» y entra a denominarse «Mompós» en los documentos del presidente gobernador del Estado Libre de Cartagena de fecha 3 de noviembre de 1812. Desde entonces, se viene denominado Mompox o Mompós en todos los actos oficiales y notariales, siendo válidas ambas acepciones dada la evolución idiomática.

## Vías de comunicación
- Aéreos: Mompós cuenta con el Aeropuerto San Bernardo.

Situado a las afueras de la cabecera municipal y cercano del perímetro urbano. Recibe la mayor actividad aeroportuaria durante las celebraciones de Semana Santa (catalogada como la segunda en importancia en el país después de la de Popayán); de igual manera durante la realización del Mompox Festijazz. 
- Terrestres:

Por medio de la Transversal de la Depresión Momposina, ruta que comienza desde el cruce Puerta de Hierro (Los Palmitos) hasta el municipio de Tamalameque. Este tiene acceso a Mompós gracias al Puente Roncador, obra de aproximadamente 12 km, construida sobre el río Magdalena, abierta al público el 30 de marzo de 2020.
También desde El Carmen de Bolívar, se toma un bus cogiendo la Ruta del Sol III, la cual se desvía a la altura del centro poblado La Gloria (Magdalena), pasando por los municipios de Santa Ana, Talaigua Nuevo hasta llegar a la cabecera municipal de Santa Cruz de Mompós.
- Fluviales: La principal vía fluvial de acceso al distrito de Santa Cruz de Mompós es el río Magdalena, a su paso por el Brazo de Mompós.

Mompós posee terminal fluvial conectada con el antiguo puerto fluvial a donde llegan diferentes embarcaciones principalmente de Magangué, El Banco, Santa Ana y Barrancabermeja.

## Historia
Tras la imprecisión sobre su fundación; crónicas, relaciones geográficas y documentos históricos, dan cuenta que Juan de Santa Cruz fundó la villa en el año de 1540, y refutan a Juan de Castellanos; que haya sido Alonso de Heredia en 1539. Es en las incursiones de Gerónimo Lebrón y Alonso Martín de las huestes de Santa Marta durante la masacre del Cesare antes de mayo de 1540, cuando el Obispo de Santa Marta informó acerca del suceso; que los caciques Mompox (pronunciado [mom'poʃ], /momposh/), Tamalameque y otros señores fueron exterminados. Antes de partir a España en 1540, Santa Cruz ordenó a Andrés Zapata como Alcalde poblar Santa Cruz de Mompós; quien sostuvo una disputa con Alonso de Heredia en la sierra de Pacigua; tuvo que huir y permitir la instalación de los Heredia en Mompós en 1541. La carta que Pedro de Heredia envió al Rey desde Mompós en 1541, da testimonio que el Licenciado Santa Cruz pobló a Mompós meses antes de la misiva.
Para la época de la conquista, el cacique Mompoj gobernaba ya unas cincuenta pequeñas tribus, entre ellas los Güitacas, Chilloas, Chimíes, Chicaguas, Jaguas, Malibúes, Kates, Kimbayes, Menchiquejos, y Talahiguas. Las tribus se formaban por medio de alianzas, confederaciones sujetas a determinados pactos, si no como vasallos como aliados y familiares quienes acataban la autoridad del Cacique Mompoj.
El cacique Mompoj tenía como tenientes a los caciques Zuzua y Mahamon, que fueron los más importantes, aunque existieron otros como Zimití, Zambe, Chilloa, y Omigale entre otros.

### Época española
La fundación del convento de los Padres Ermitaños Calzados de San Agustín en el siglo XVII significa una nueva era de progreso para esta población, pero también la llegada de la Inquisición. Mompós se da a conocer como un centro inquisitorial que expide condenas por quiromancia, herejía o blasfemia, entre otras causas. Los jesuitas fundaron el colegio de San Carlos, donde los jóvenes momposinos pudieron estudiar gramática latina, filosofía y teología. De 1540 data la fundación del hospital San Juan de Dios por la orden hospitalaria.
Desde muy temprano en la historia colombiana, Mompós se destacó como un puerto orfebre. Los talleres donde se moldea el oro proveniente de poblaciones aledañas como Loba y Guamocó son descritos por autores como Aníbal Noguera. La calidad de su joyería hacen de Mompós un poblado con gran afluencia de visitantes a lo largo de su historia.
La actividad comercial durante la colonia fue activa, también, gracias a la producción de artefactos de barro para uso doméstico (como tinajones, moyos, ladrillos, macetas, botellas, platos, alcarrazas, etc.) y adornos de loza vidriada (materas, columnas, garzas, palmeras, juguetes, etc.). Así mismo, es una ciudad que pronto se conoce por la calidad de sus dulces, jaleas y frutas conservadas.
Con sus seis iglesias (una de ellas adornada por un espectacular campanile barroco, donado por Martín de Setuain), su constante actividad comercial y su privilegiada posición en el mapa, Mompós es una de las ciudades más florecientes del Nuevo Reino de Granada. A sus puertas llegan personas pertenecientes a la nobleza criolla y personajes ilustres de la historia mundial de la época. Mompós fue objetivo de los piratas a lo largo de la historia de la Colonia. Dicen que John Hawkins llegó hasta su puerto atraído por la reputación de puerto de riquezas y delicias. 
El Conde de Santa Cruz de la Torre arriba a Mompós después de ser asaltado por piratas en Rioacha y de no haberse sentido a gusto ni en Santa Marta ni en Cartagena de Indias. Desde allí administra sus haciendas de Santa Cruz de Paparen en las sabanas de Santo Toribío. Andrés de Madarriaga, héroe de la resistencia cartagenera en contra del sitio de Vernon y encargado de defender el río durante esa batalla, escoge Mompós como domicilio después de que adquiere el condado de Pestagua. Juan Bautista de Mier y de la Torre, primer Marqués de Santa coa, desarrolla su fortuna y tiene su base en Mompós viviendo en la casona construida por su suegro, el capitán Pedro Gutiérrez de la Rosuela, en lo que se conoce como los Portales de la Marquesa.
José Fernando de Mier y Guerra, casado con su prima hermana y una de las dos hijas de su tío Juan Bautista de Mier y de la Torre (Juana Bartola), vive en Mompós, desde donde lanza su campana pacificadora de las tribus indígenas Chimilas que habitaban lo que es hoy el departamento del Magdalena. Funda más de veinte poblaciones riberenas, como El Banco, San Sebastián de Buenavista, Pijino, Cerro de San Antonio, Pedraza, Plato, Chimichagua, Chiriguana, etc. y desde Mompós controla las propiedades de Calenturas (hoy día La Loma de Calenturas queda en el medio de la hacienda, como igualmente La Jagua de Ibirico), las tierras de Loba que adquiere por compra en un remate público después de haber pertenecido por herencia a María Ortiz Nieto (de los montes de María)y varias haciendas y minas de oro.
Julián de Trespalacios y Mier, segundo marqués de Santa Coa, casado con su prima hermana y una de las dos hijas de su tío Juan Bautista de Mier y de la Torre (Ignacia Andrea), vive en Mompós, desde donde controlaba las haciendas de Santa Bárbara de las Cabezas (antes en el departamento del Magdalena, hoy día en Cesar), Cispataca (San Benito de Abad) como las minas de oro de Cáceres y demás.
Gonzalo José de Hoyos y Mier, primer Marqués de Torre Hoyos, casado con una bisnieta de Juan Bautista de Mier y de la Torre, vive en la casona de los Portales de la Marquesa, título que heredará su hija María Josefa Isabel de Hoyos y Hoyos, a quien le tocará la guerra independentista, asilándose en Jamaica por más de diez años antes de regresar y encontrar sus haciendas asoladas totalmente.
En su paso por la ciudad, Alexander von Humboldt se hospeda en una casa de los Portales de la Marquesa en la Albarrada, a orillas del río Magdalena.

### Primera Independencia
La insurrección en Mompós causó que ésta fuera la primera población del Nuevo Reino de Granada que proclamara independencia absoluta de España el 6 de agosto de 1810. Se asegura que se efectuó bajo el lema «ser libres o morir».
Para ese entonces, la autoridad real estaba representada por el comandante en armas Vicente Talledo y Rivera. El alcalde era Pantaleón Germán de Ribón y el Alguacil Mayor Doctor Vicente Celedonio Gutiérrez de Piñeres, ambos fervientes conspiradores de la causa independentista.
Entre la autoridad real y los criollos se empiezan a registrar roces hasta el punto de que Talledo intercepta un comunicado de animando a la rebelión entre los de Piñeres de Mompós y los de Piñeres de Cartagena. El asunto, dijo para hacer fusilar a los revoltosos en nombre del rey, no tiene mayores consecuencia para los rebeldes, pues el vicario (cartagenero) Doctor Juan Fernández de Sotomayor y Picón, quema las evidencias en el convento de San Agustín.
Por esos días los rumores de una rebelión general mantenían tensas las relaciones entre el poder real y los hijos de las colonias. El 24 de abril de 1810 Pantaleón Germán de Ribón y Ramón del Corral, padre de la esposa del primero, arman a unos 25 milicianos. Estos desfilan como guardias de la tradicional procesión de la Semana Santa. las tropas oficiales, menores en número, retroceden para evitar enfrentamiento.
La sustitución de fuerzas tiene más que una importancia simbólica. Es el detonante de una serie de hechos que llevan a Mompós a ser un enclave vital de la independencia colombiana. El Comandante Talledo empieza a buscar maneras desesperantes de volver al poder. Comete actos autoritarios y sin razón justificable. Acusa de espionaje a favor de Napoleón Bonaparte a uno de los comerciantes más ricos y queridos del pueblo.
Las denuncias de los abusos de poder de Talledo llegan hasta Santa Fe, La capital y Cartagena reclama, pero el Virrey le concede todo su apoyo a Talledo. El cabildo de Cartagena comisiona a Antonio de Narváez de la Torre, y a Antonio de Villavicencio para que arreglen el problema aprisionando a Talledo y llevándolo a juicio a Cartagena, capital de la jurisdicción.
Naturalmente, el episodio no se resuelve fácilmente. Los esclavos de la familia del comerciante acusado de espionaje sitian la casa del Comandante en la calle de la Sierpe. Los habitantes de los poblados de Zuzua y Mamón se suman a la revuelta en contra del poder español. Antes de entregarse, Talledo decide huir a Santa Fe el 2 de julio. Es, de facto, la primera población neogranadina en desconocer (hasta el punto de expulsarlo) al representante del poder de la Corona española.
Dieciocho días después, estallaría el Grito de Independencia oficial en Cartagena de Indias. La celebración de este hecho en Mompós es relatada de la siguiente manera por el doctor José María Salazar, testigo presencial de la fiesta:

«Unos saltan, otros gritan y todos buscan con ansias entre la multitud, a sus más tiernos amigos para saludarlos con el ósculo ardiente de la libertad. El ruido de las campanas, de la pólvora, de la música y de mil vítores y entusiastas aclamaciones elevaban el espíritu y causaban una especie de enajenamiento singular» (Noguera, 528).

El 6 de agosto de ese mismo año, se convoca el primer cabildo abierto de la ciudad. Los Capitulares José María Gutiérrez y José María Salazar se presentan vestidos de gala y en los sombreros llevan una cinta: Dios e Independencia. Proclamarán la Independencia Absoluta de España. Una copia del Acta será enviada a la Junta de Gobierno de Cartagena. Pronto se impondrá la orden de dar libertad a los esclavos, promover la destrucción de los elementos de tortura de la Inquisición.
El Acta nunca arriba a la Junta de Gobierno. Cartagena teme el fracaso de la revolución independentista y le declara la guerra a Mompós. La primera contienda civil. Con esta confusión culmina el primer episodio de la Independencia momposina.

### La Segunda Guerra de Independencia
Mompós fue de las primeras poblaciones del Reino de la Nueva Granada que proclama la independencia absoluta de España el 6 de agosto de 1810 bajo el lema ser libres o morir. El Libertador Simón Bolívar, después del desastre de la batalla de Puerto Cabello, con 400 momposinos y el refuerzo de venezolanos, emprende la «Campaña Admirable» que culmina en Caracas el 6 de agosto de 1813. El apoyo de los momposinos es fundamental para que Bolívar exclame «Si a Caracas debo la vida a Mompós debo la gloria».
Mompós, la Ciudad Valerosa, también llamada Ciudad Culta, por sus ilustres hijos, sigue esperando el día histórico en que la nación colombiana, en muestra de gratitud, contribuya con grandes obras por su hazaña y aporte al patrimonio de la historia colombiana.

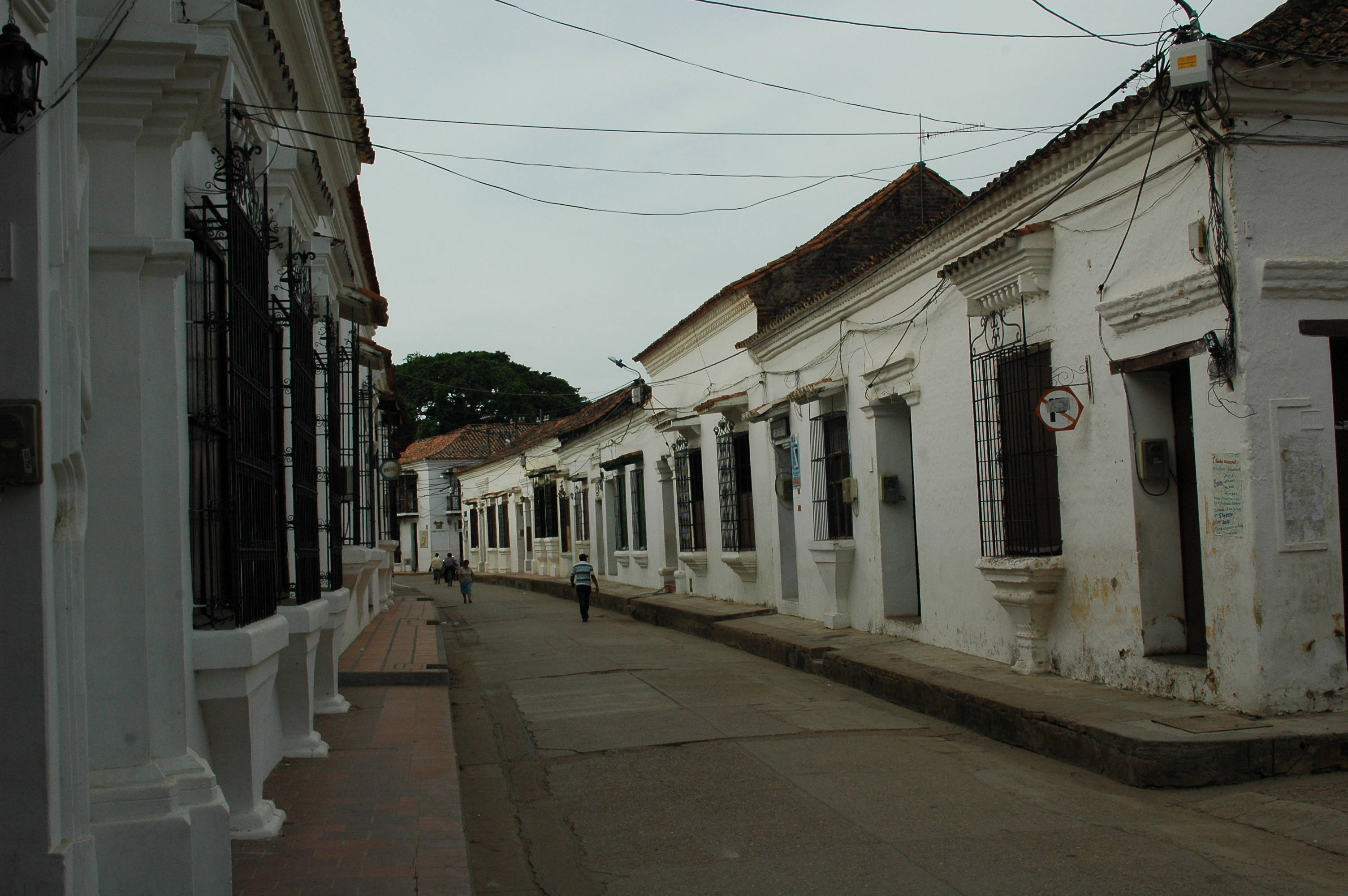
Calle momposina con arquitectura colonial, Santa Cruz de Mompós es Patrimonio cultural e histórico de la Humanidad

En aquella época Mompós era una ciudad muy rica que tenía en su poder a algunos soldados españoles, el brazo de Mompós fue el más importante canal del río Magdalena y la ciudad se convirtió en importante puerto de escala para viajeros y mercancía que iba hacia el interior del país.
La prosperidad continuó hasta principios del siglo XX cuando la acumulación de sedimentos sobre este brazo del río desvió el tráfico hacia el brazo de Loba que pasa por Magangué, y el brazo de Mompós se volvió agua estancada.

## División político-administrativa

### Cabecera municipal
La Cabecera municipal se encuentra dividida en 55 barrios:
6 de agosto, 16 de Julio, Barrio Norte, Bocagrande, El Bosque, El Carmen, El Maturín, El Paraíso, El Progreso, El Suán, El Terminal, El Vesubio, Faciolince, Juan 23, La Concepción, La Concepción, La Cruz, La Esperanza, La Granja, La Isla, La Magdalena, La Paz, La Troncal (zona comercial), La Unión, La Valerosa, Las Gaviotas, Los Jovitos, Nuevo Amanecer, Nuevo Horizonte, Nuevo Horizonte II, Pablo VI, Piedra Azul, Primero de Julio, Primero de Julio Viejo, Primero de Mayo, Primero de Octubre, Sagrado Corazón de Jesús, San Agustín, San Anselmo, San Carlos, San Francisco, San José, San Martin, Santa Bárbara, Santa Catalina, Santa Fe, Santa María, Santa María del Suán, Sector La Curva, Sucre, Villa de Leiva, Villa Luz, Villa Mompox, Villa Rosel, Vista Hermosa.

### Centros poblados
Santa Cruz de Mompós tiene bajo su jurisdicción 24 centros poblados, agrupados en las siguientes zonas:
| Zonas            | Centros poblados                                                                                                 |
| ---------------- | --- |
| Altos de Guataca | - Guataca - Pueblo Nuevo                                                                                         |
| Altos de Simón   | - Ancón - La Rinconada - Loma de Simón - Santa Teresita (Tierra Firme)                                           |
| El Violo         | - La Lobata - Los Piñones                                                                                        |
| Chicagua         | - Caldera - Candelaria - Carmen del Rosario - Guaymaral - Las Boquillas - San Luis - San Nicolás                 |
| Rio Grande       | - Bomba - El Rosario - La Jagua - La Travesía - San Ignacio - Santa Cruz - Santa Elena - Santa Rosa - Villanueva |

## Geografía
Santa Cruz de Mompós se encuentra ubicado en el departamento de Bolívar, en la margen occidental de uno de los brazos del río Magdalena, este con su otro brazo lo rodea para formar la Isla Margarita, en la llamado Zodes Isla de Mompox.

## Economía
La economía distrital gira en torno a la pesca, la orfebrería y el turismo, que no ha sido desarrollado en su totalidad, en materia turística ha recibido cambios significativos en procura de ampliar su capacidad hotelera, ya en Mompós existen hoteles de reconocimiento nacional de 4 y 5 estrellas, todo sumado al mejoramiento en la infraestructura vial. El turismo se ha dado gracias al estado en que se encuentra parte del distrito, pues algunos edificios y calles parecen haberse detenido en el siglo XVIII; además Mompós fue declarado Patrimonio de la Humanidad por la Unesco en 1995.
En muchas de sus calles aún pueden apreciarse maestros de la orfebrería tradicional. Se destaca el arte de la filigrana en oro y plata.
En marzo del año 2010 fue el puerto de llegada de la Expedición de Vuelta a la Tierra del Olvido. Esta zarpó desde Gamarra y navegó el río Magdalena en kayak durante 5 días para llegar al distrito de Mompós a presenciar las tradicionales fiestas de Semana Santa.

## Símbolos
El distrito de Santa Cruz de Mompós, posee los siguientes símbolos:

### Bandera
El color rojo representa la sangre derramada por los próceres momposinos y la cruz blanca la religiosidad momposina heredada de España. La bandera de Mompós fue oficializada en 1810, mientras que la bandera de Suiza, con la que guarda semejanza, fue instaurada en 1848, por lo que el parecido es coincidencial. 

### Escudo
Le fue concedido por el Rey de España a Mompós en el año de 1561. El Escudo de Armas es de forma rectangular con ángulo en la parte media inferior y dividido en tres cuarteles verticales (dos superiores). En el diestro, en Campo de Oro, una cruz latina de sable, señal de la fe de nuestros mayores y poderoso signo bajo cuya protección vivía la Villa; y en el siniestro, Campo de Oro también, una palmera de sinoble, emblema de la tierra; en el cuartel inferior, todo en azul, que semeja las aguas del río, flota un champán, símbolo de la navegación, de la que era Mompós dueña y señora de ésta, la más importante vía de comunicación y el comercio de toda la colonia.
A la derecha del escudo está la justicia, bajo la forma de una mujer hermosa, en traje romano con los ordinarios atributos de la diosa; la espada en la mano derecha y en la otra la balanza. Al lado opuesto está la Prudencia, representada por una noble matrona, con una serpiente enroscada en el brazo izquierdo y sosteniendo una lámpara encendida en la mano derecha que apoya sobre el jefe del escudo. Y a los pies de ella, echado, un perro blanco, símbolo de la fidelidad.

### Himno
Es de autoría de Manuel Isaac Ribón Morón.

## Localización de cine
- En 1987 se filmó aquí la película Crónica de una muerte anunciada basada en la novela homónima de Gabriel García Márquez.

## Patrimonio arquitectónico

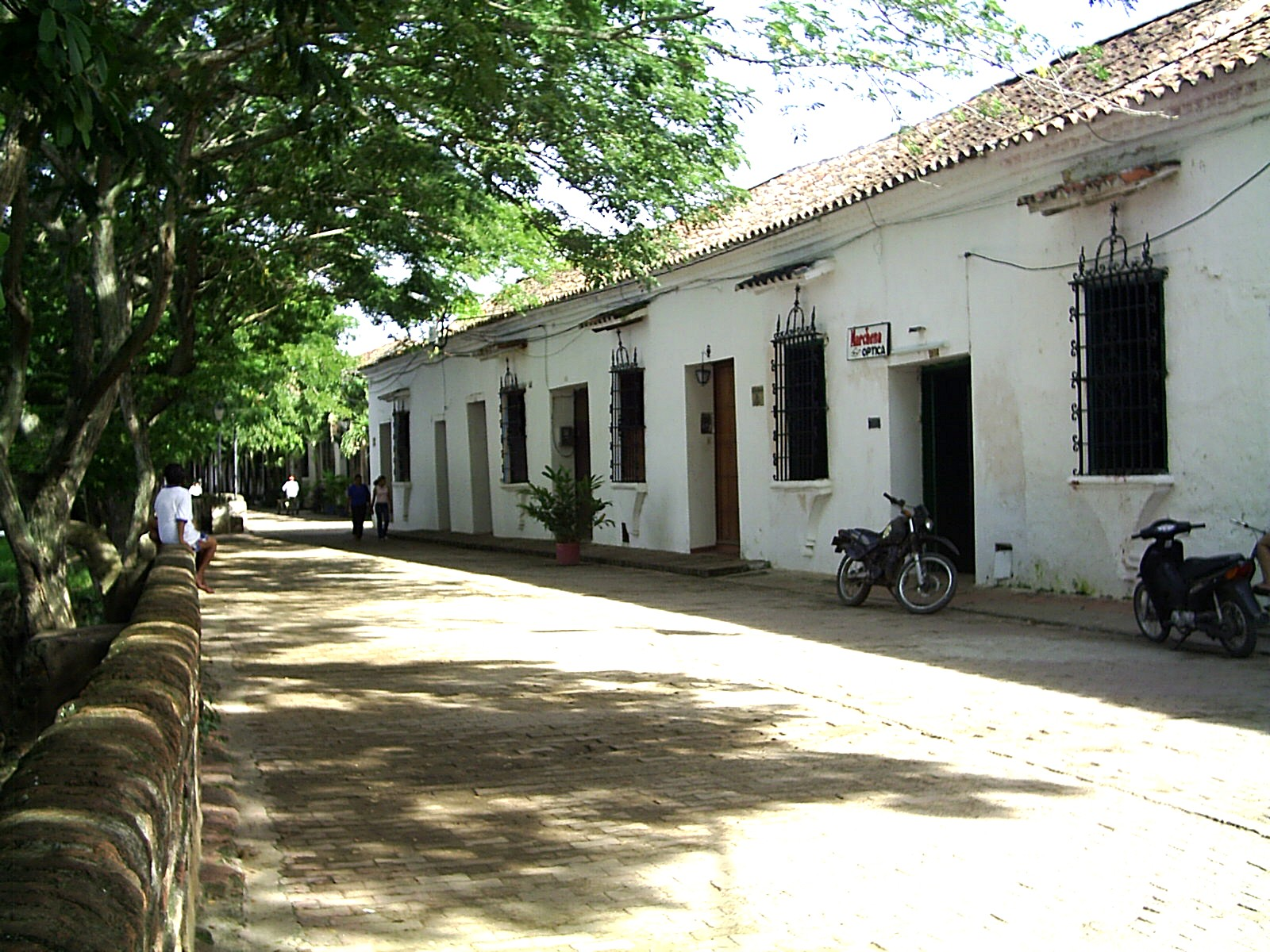
Albarrada del Campillo.
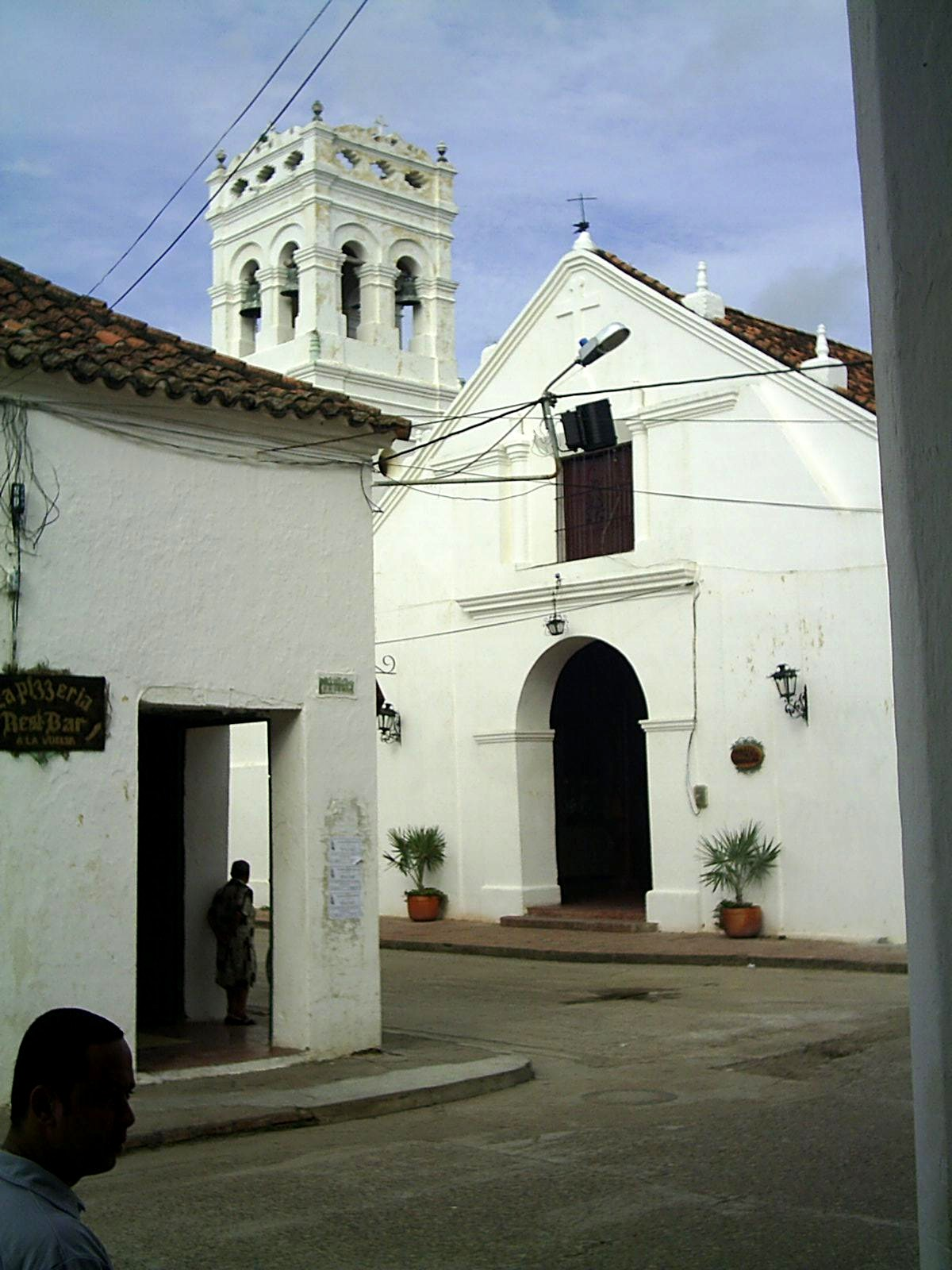
Iglesia de San Agustín, construida en el siglo XVII.
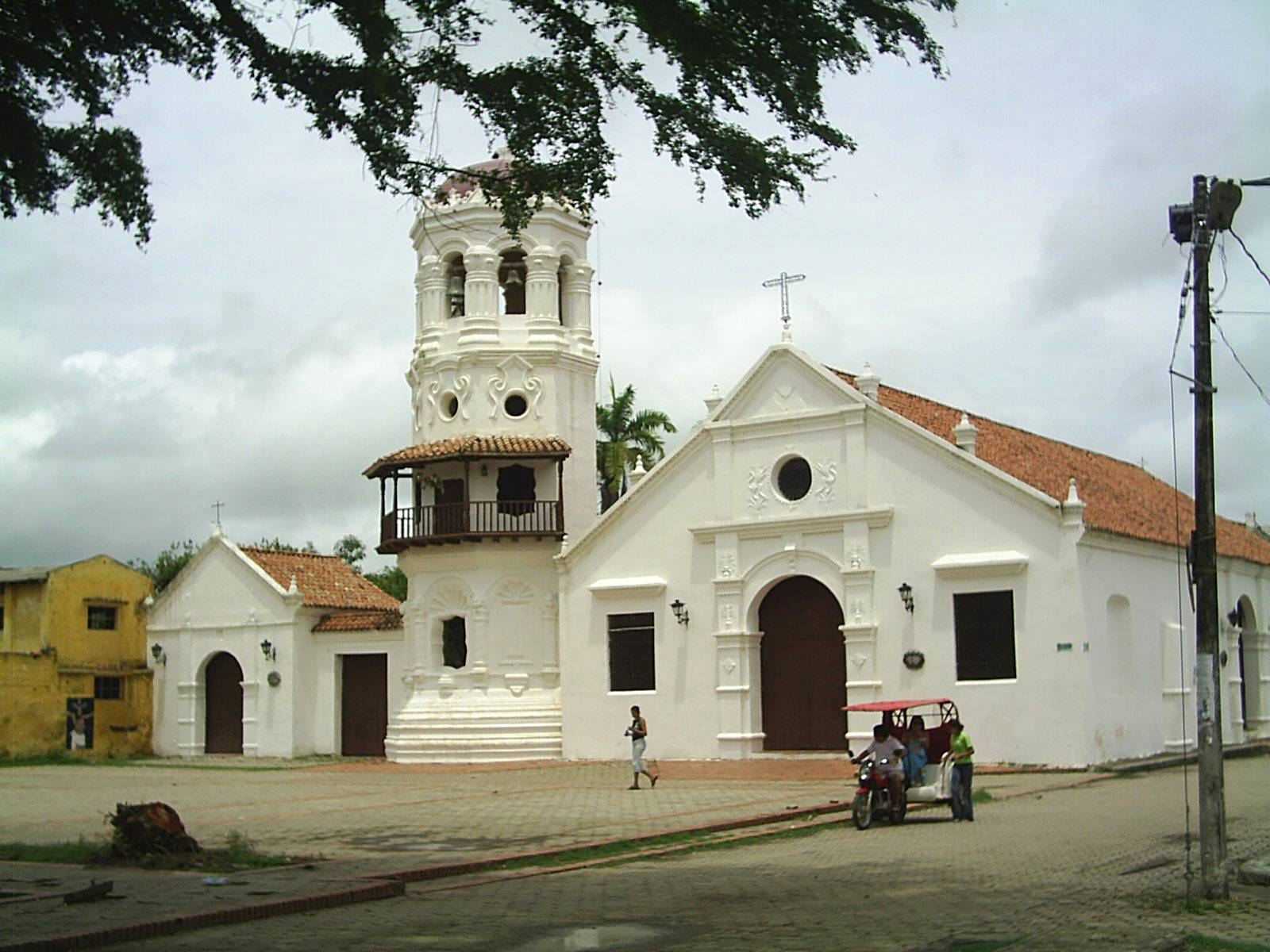
Iglesia de Santa Bárbara, construida en 1613.
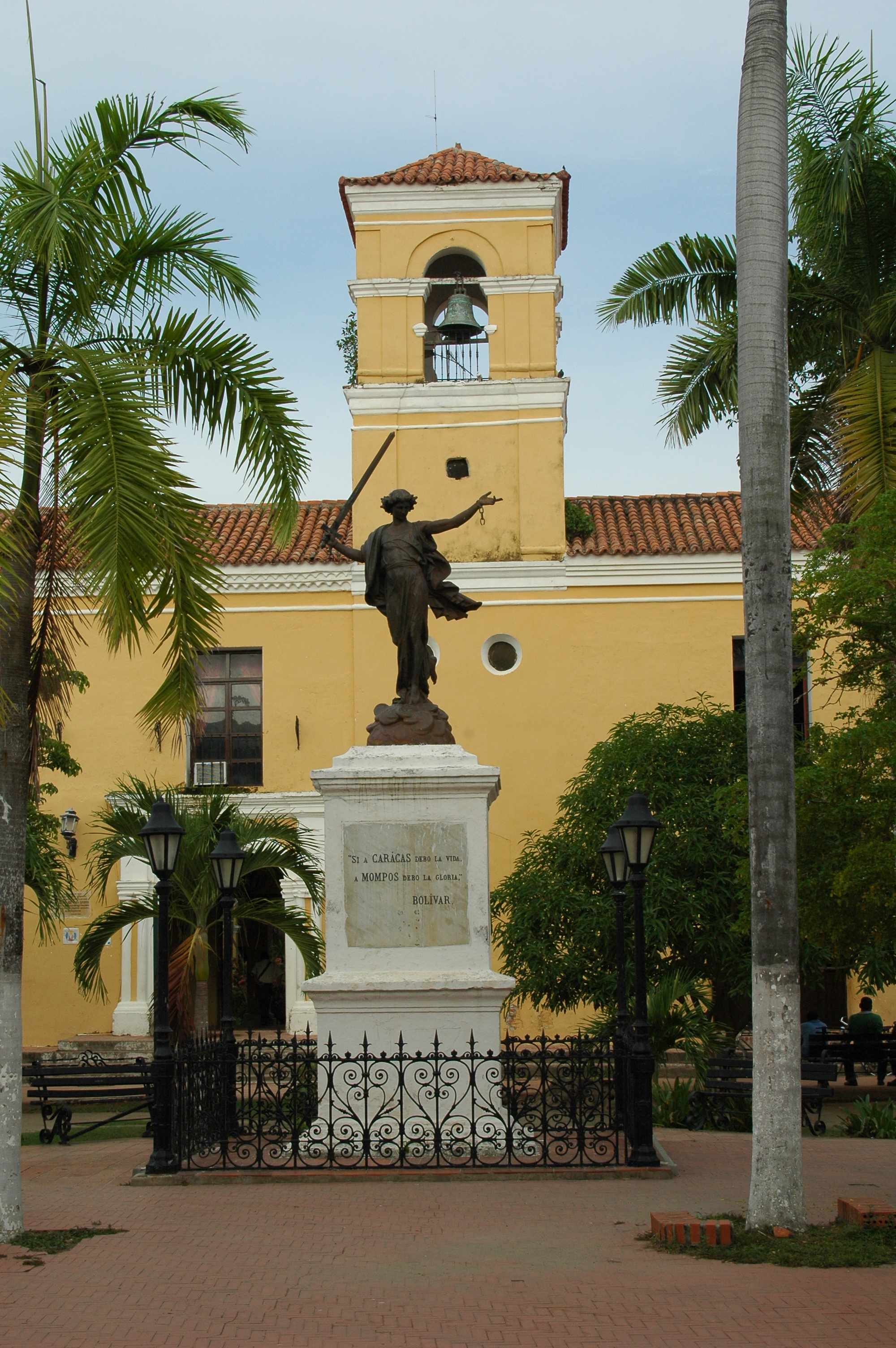
Estatua de la Libertad frente al claustro de San Carlos.
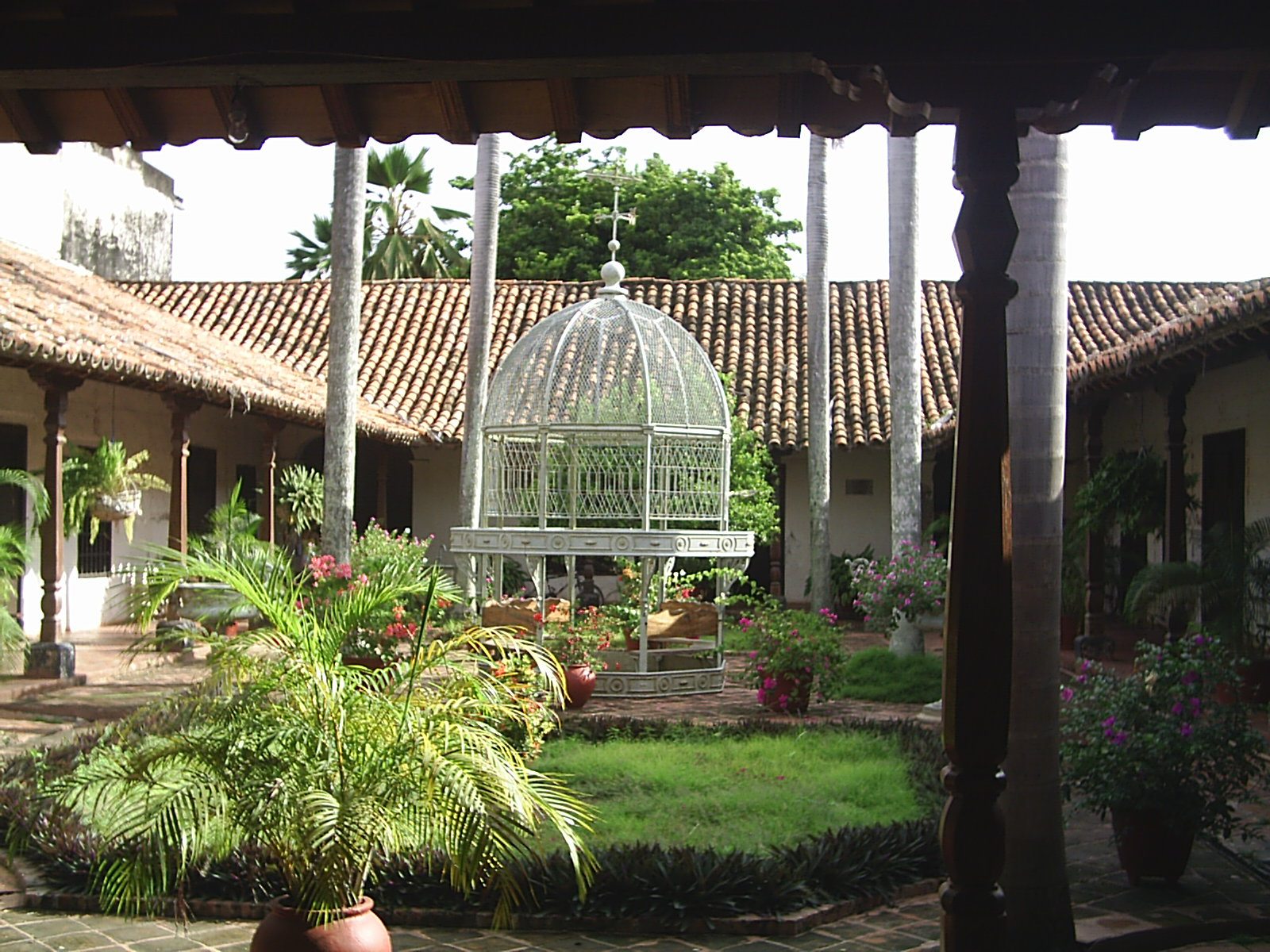
Interior de la residencia Peñas Alvarado, casa colonial, patrimonio de la humandidad, Hoy Casa de la Cultura.
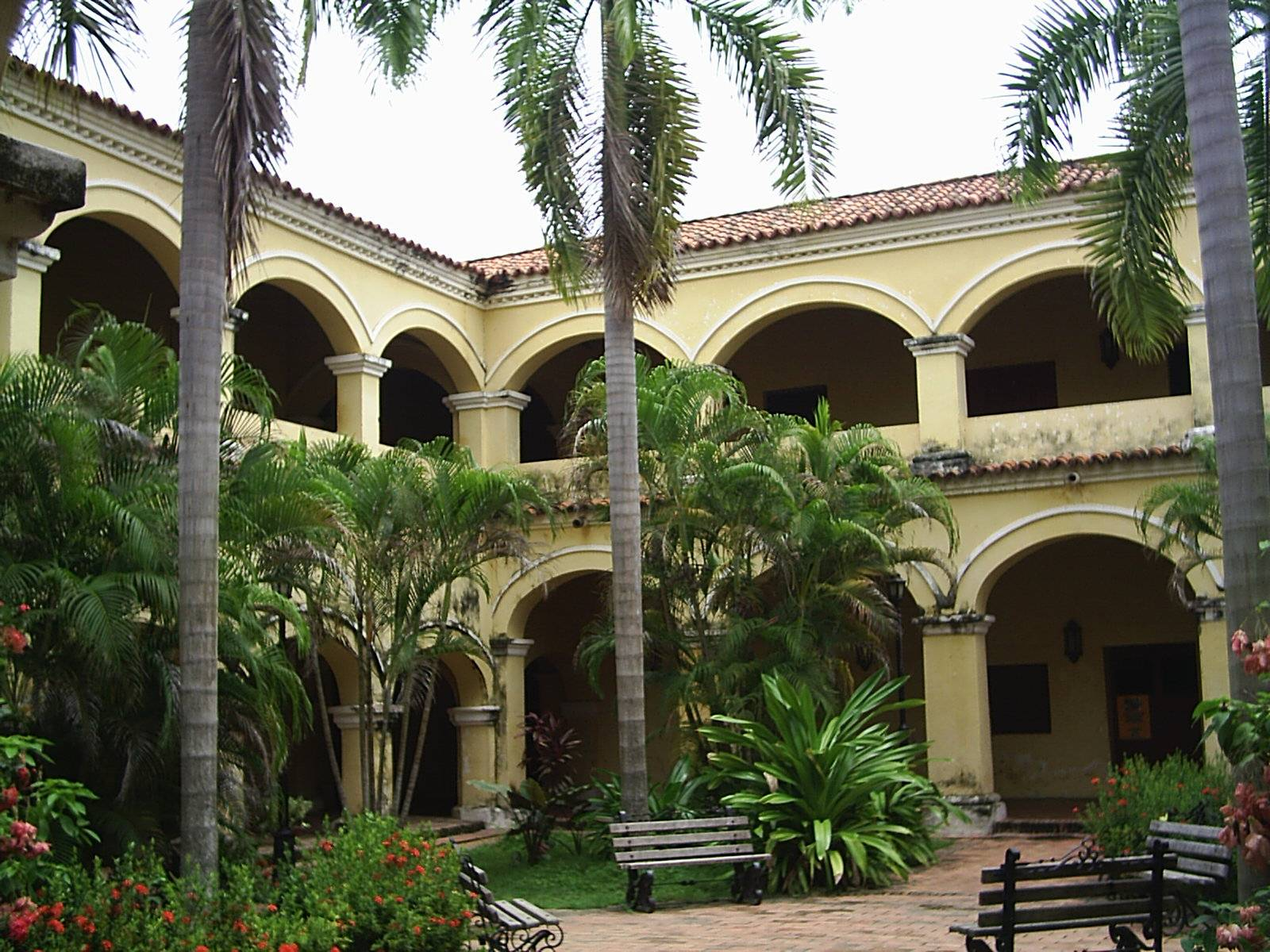
Atrio del Palacio de San Carlos de Borromeo, sede de la Alcaldía.
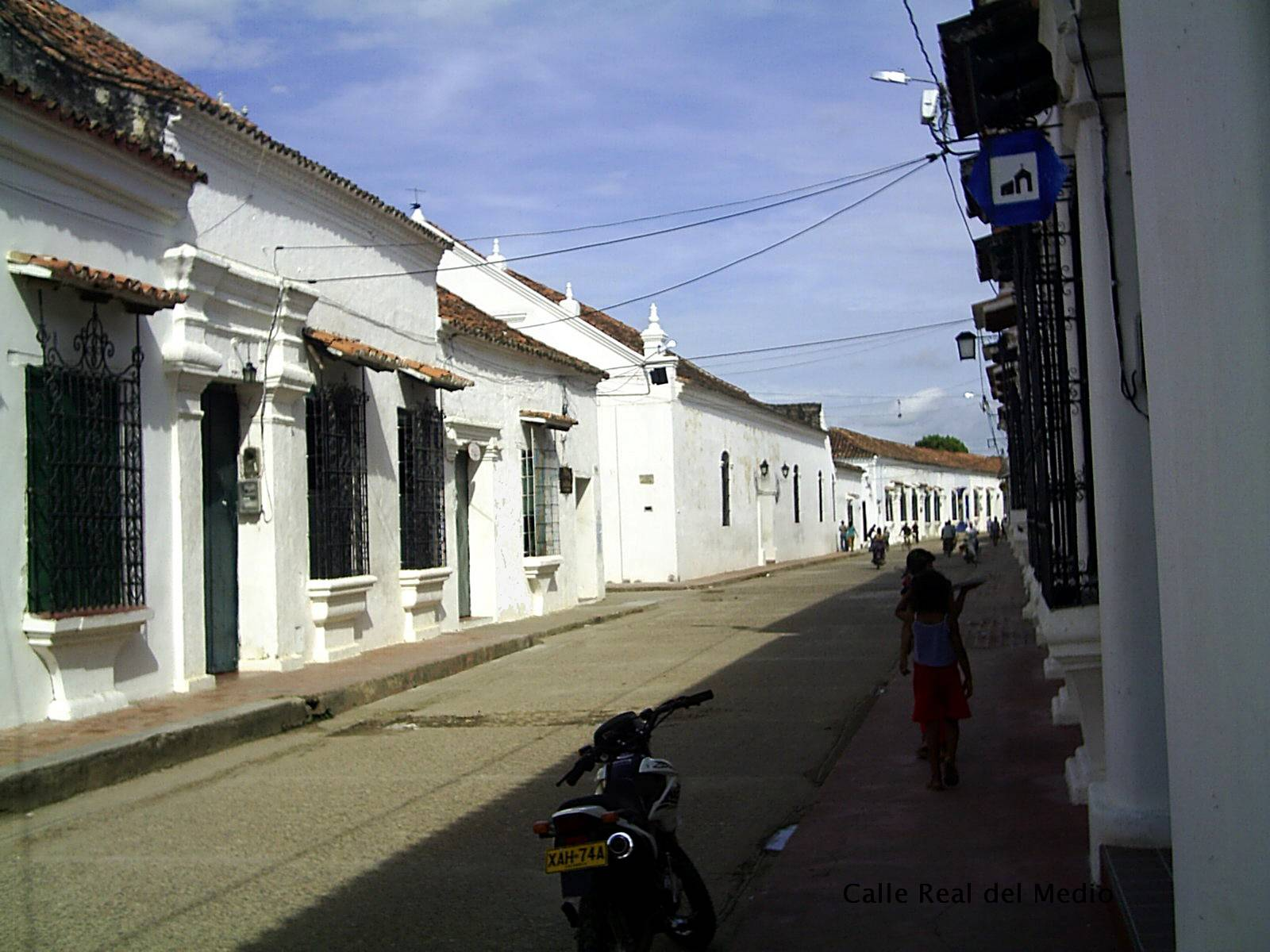
Calle Real del Medio con arquitectura colonial.
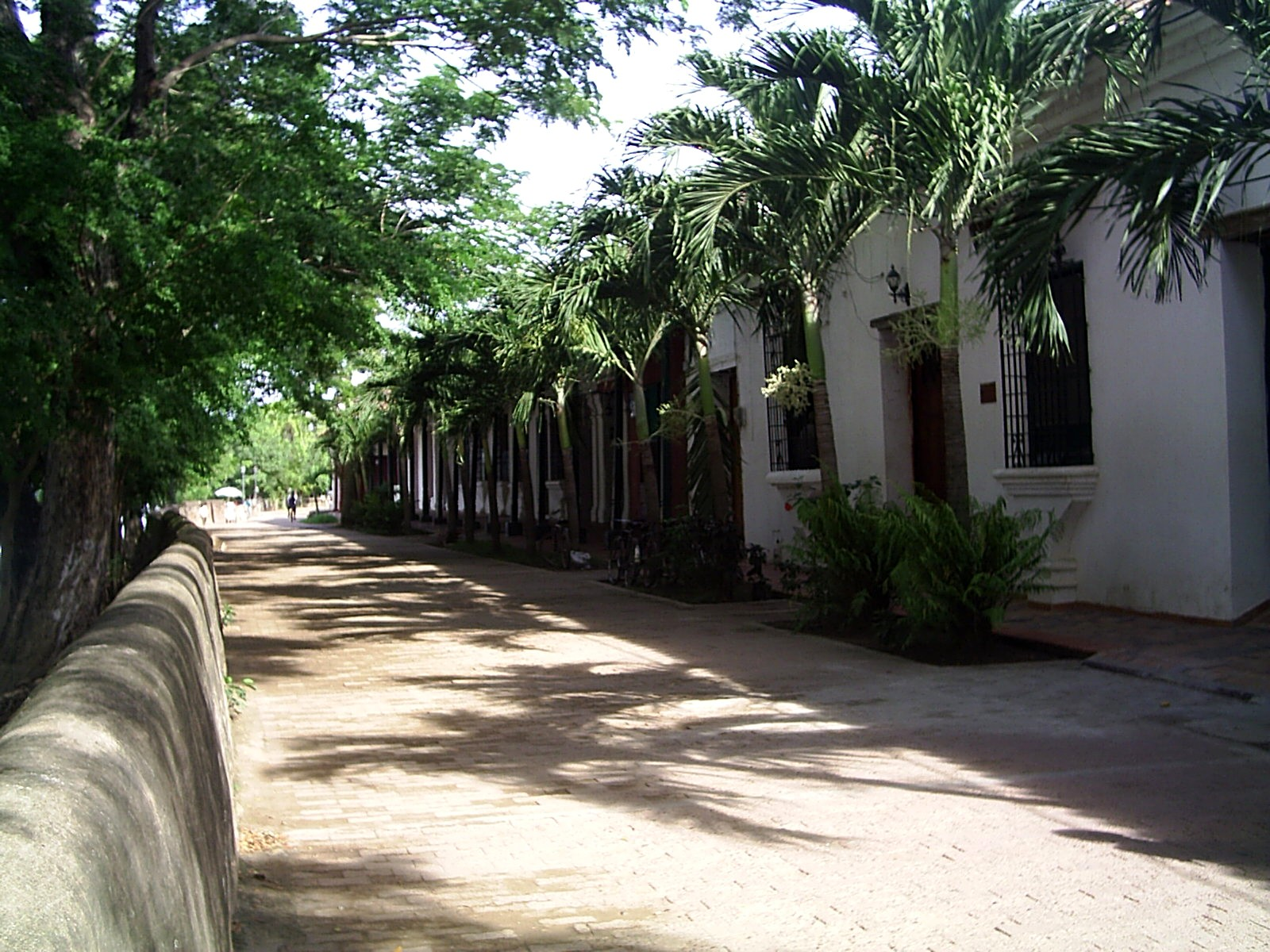
Portales de las Marquesas.
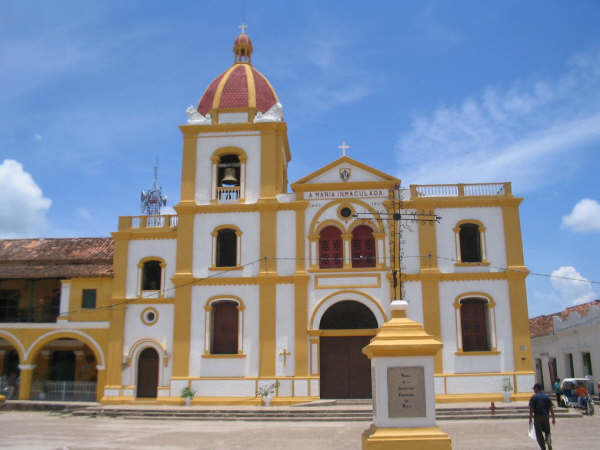
Iglesia de la Concepción.
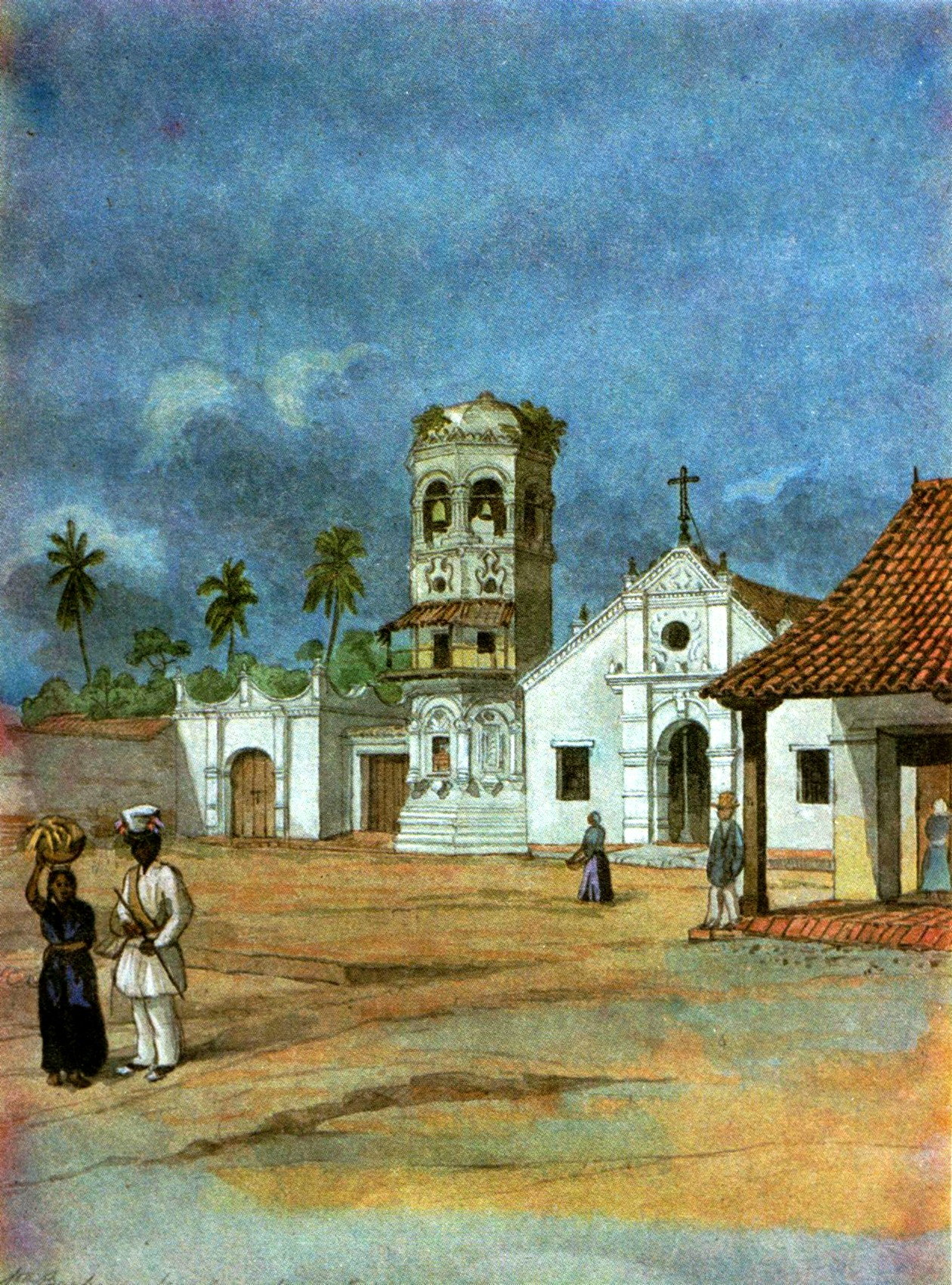
Iglesia de Santa Bárbara en 1845, Acuarela de Edward Walhouse Mark.

## Sitios de interés

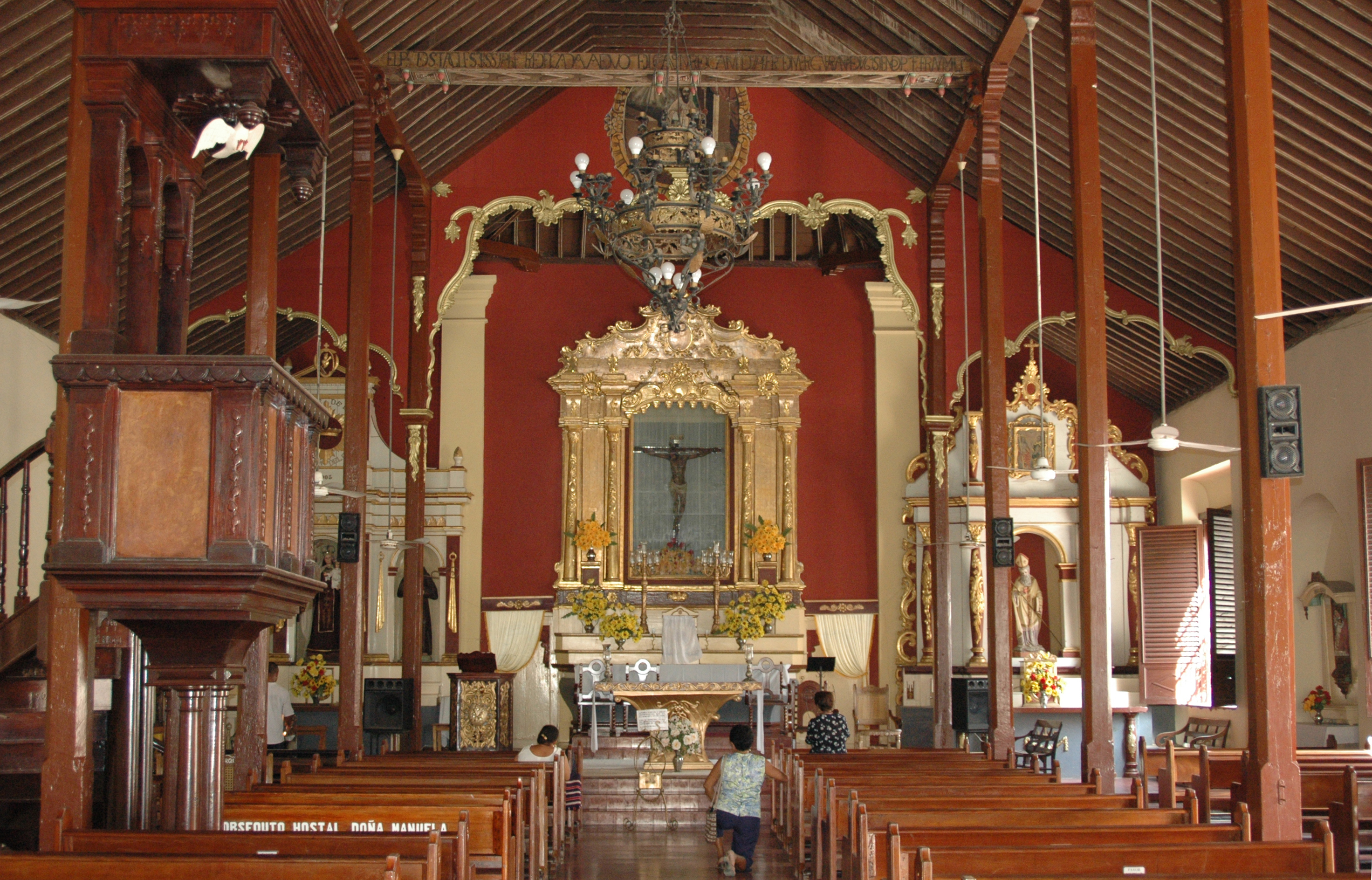
Interior de la iglesia de San Agustín

- Arquitectura colonial, que se aprecian en las casas ubicadas en el centro histórico
- Colegio Nacional Pinillos
- La Cruz de los Héroes Calle 10.
- Residencia Peñas Alvarado, Patrimonio de la humanidad, Casa de la cultura
- Pozo de la Noria
- Ciénagas
- Iglesias y capilla del cementerio municipal
- Jardín botánico
- Museo de arte religioso
- Parques y plazas
- Calle de la Albarrada
- Casa del Te Deum

## Estructura organizacional distrital
| Santa Cruz de Mompós | Santa Cruz de Mompós | Santa Cruz de Mompós       |
| Departamento         | Código DANE          | Categoría municipal (2023) |
| -------------------- | -------------------- | -------------------------- |
| Bolívar              | 13468                | Sexta                      |

- Personería: Es un centro del Ministerio Público de Colombia que ejerce, vigila y hace control sobre la gestión de las alcaldías y entes descentralizados; velan por la promoción y protección de los derechos humanos; vigilan el debido proceso, la conservación del medio ambiente, el patrimonio público y la prestación eficiente de los servicios públicos, garantizando a la ciudadanía la defensa de sus derechos e intereses.

- Concejo Distrital: Es la suprema autoridad política del distrito. En materia administrativa sus atribuciones son de carácter normativo. También le corresponde vigilar y hacer control político a la administración distrital. Se regulan por los reglamentos internos de la corporación en el marco de la Constitución Política Colombiana (artículo 313) y las leyes, en especial la Ley 136 de 1994 y la Ley 1551 de 2012.

Constituido por 13 concejales por un periodo de 4 años.
- Alcaldía Mayor: En esta se encuentra la administración distrital y las entidades descentralizadas del distrito.

El Alcalde se pronuncia mediante decretos y se desempeña como representante legal, judicial y extrajudicial del distrito. El actual Alcalde municipal es Juan Sinning Ciodaro (2024-2027), elegido por voto popular.
- JAL. Todavía no se han constituido las dos localidades: Tierra Firme y Loua.

## Servicios públicos
- Energía Eléctrica: Afinia, del grupo EPM, es la empresa prestadora del servicio de energía eléctrica.
- Gas Natural: Surtigas es la empresa distribuidora y comercializadora de gas natural en el municipio.

## Ciudades hermanadas
- Santa Fe de Antioquia, Colombia[11]